# آگوستوس (عنوان)

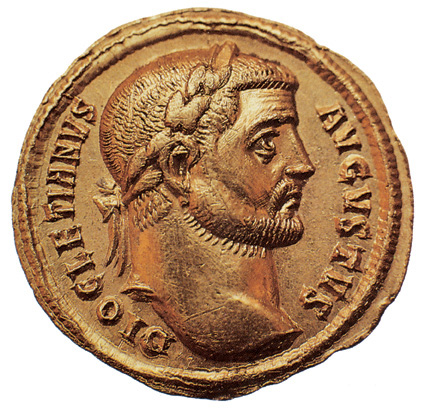
سکه امپراتور دیوکلسین. عنوان آگوستوس (AVGVSTVS) در سمت راست امپراتور دیده می‌شود.

آگوستوس (لاتین: Augustus، شکل جمع: Augusti؛ به‌معنای خسروانی یا باشکوه) عنوانی در روم باستان بود که به‌عنوان لقبی افتخاری و نام شخصی برای اشاره به گایوس اکتاویوس (که معمولاً با نام آگوستوس از او یاد می‌شود)، نخستین امپراتور روم، به کار برده می‌شد. پس از درگذشت او، جانشینش تیبریوس از آن به‌عنوان لقب خود استفاده کرد و بدین گونه، استفاده از آن به عنوان نام رسمی امپراتوران روم، به یک سنت تبدیل شد. شکل زنانه این نام، اگوستا، برای اشاره به همسران امپراتوران و همچنین سایر اعضای مونث خانواده امپراتور به کار برده می‌شد. از عنوان آگوستوس در دوران جمهوری روم هم استفاده می‌شد و از آن برای اشاره به چیزهایی که در دین رومی مقدس برشمرده می‌شدند، استفاده می‌گردید.

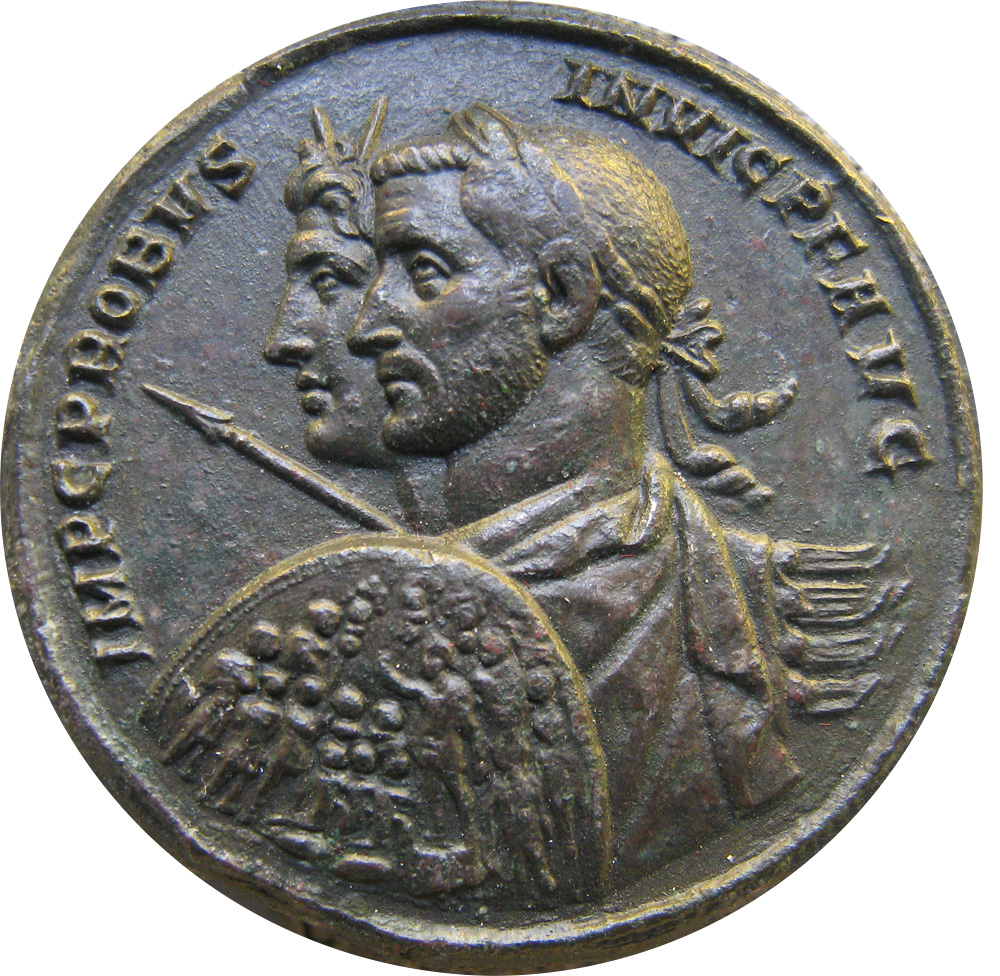
سکه‌ای از امپراتور پروبوس، اواخر قرن سوم میلادی. AUG به عنوان نشان اختصاری عنوان آگوستوس بر روی سکه دیده می‌شود.